# Tepehuanes
Tepehuanes är en kommun i Mexiko.   Den ligger i delstaten Durango, i den centrala delen av landet, 1 000 km nordväst om huvudstaden Mexico City. Antalet invånare är 10 745.
Följande samhällen finns i Tepehuanes:
- Santa Catarina de Tepehuanes
- Los Corrales
- San Nicolás de Presidio
- Ciénega de Escobar
- Sandías
- La Graniza